# Меракес – Джангкрік – Сеніпах
Меракес – Джангкрік – Сеніпах – система трубопроводів, споруджена для видачі продукції кількох індонезійських офшорних родовищ.
У 2017 році у Макасарській протоці почалась розробка газових родовищ Джангкрік та Північно-сіхдний Джангкрік, які знаходяться в районах з глибинами моря біля 400 метрів. Їх продукція проходить підготовку на плавучій установці, після чого передається на суходіл через газопровід довжиною 79 км та діаметром 600 мм, паралельно якому прямує конденсатопровід діаметром 100 мм. Роботи з їх укладання виконало судно G1201. 
На суходолі газ передається до системи Сеніпах – Бонтанг (через врізку на сьомому кілометрів), а конденсат потрапляє до трубопроводу, що веде з родовища Ханділ на спеціалізований термінал компанії Pertamina у Сеніпаху.
В 2021 році почалась розробка родовища Меракес, яке знаходиться в районі з глибинами біля 1300 метрів та не має власних потужностей з підготовки. Натомість його продукцію подають на плавучу установку підготовки комплексу Джангкрік, для чого проклали два трубопроводи довжиною по 46 км з діаметрами 450 мм. Роботи зі спорудження цих ліній виконало трубоукладальне судно Sapura 1200.